# Orophea zeylanica
Orophea zeylanica är en kirimojaväxtart som beskrevs av Joseph Dalton Hooker och Thomas Thomson. Orophea zeylanica ingår i släktet Orophea och familjen kirimojaväxter. Inga underarter finns listade i Catalogue of Life.